# Miranda de Arga

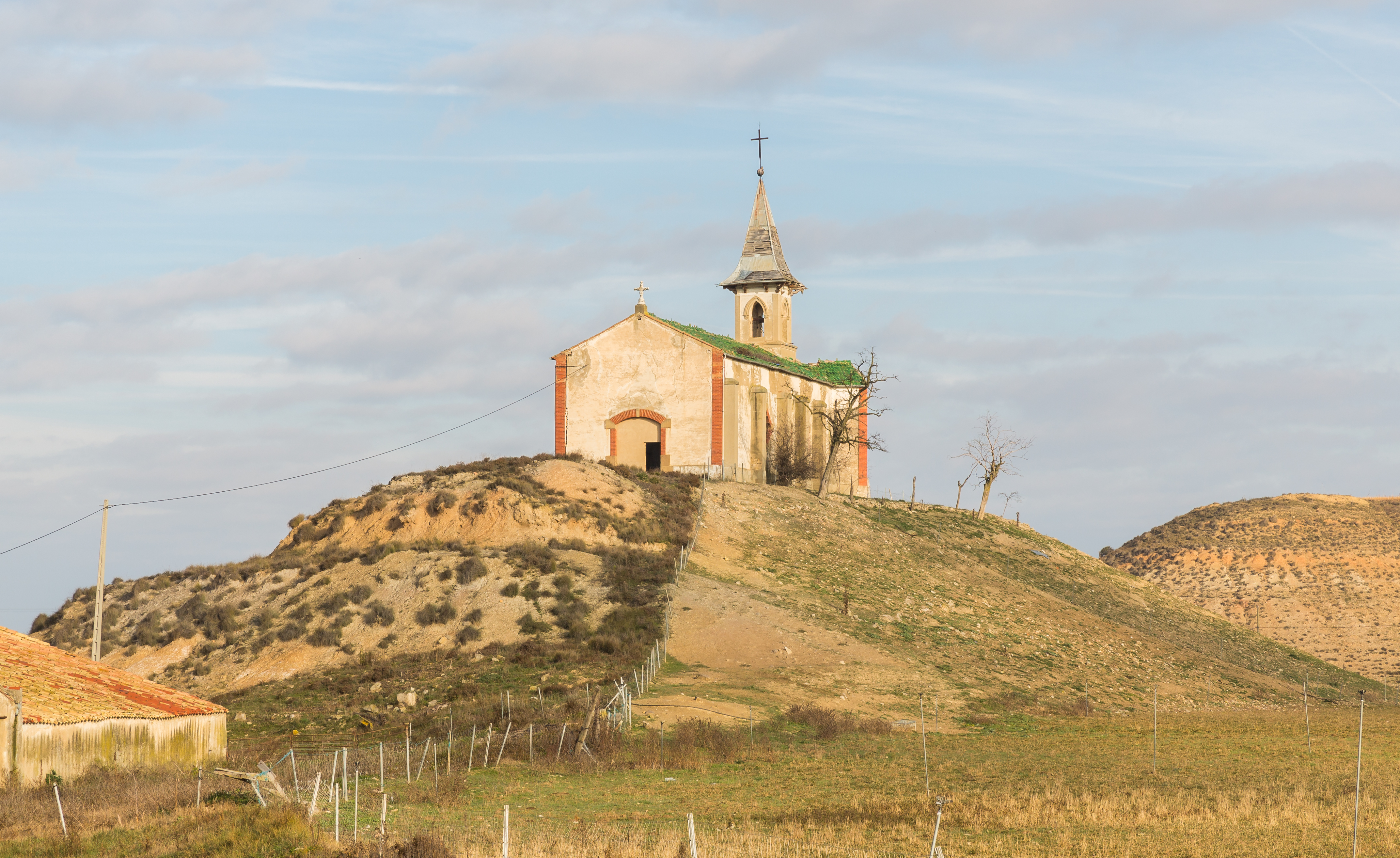
Vergalijo — fotografie de Diego Delso

Miranda de Arga (în bască Miranda Arga) este oraș și municipalitate, care se găsește în comunitatea autonomă Navarra, aflată în nord-vestul Regatului Spaniol.
Bartolomé Carranza, proeminentul teolog din secolul al XVI-lea, cunoscut și ca Bartolomé de Miranda, s-a născut în 1503 la Miranda de Arga, fiind membru al unei familii nobile locale.